# Автохтонний організм
Автохтонний організм (від авто — сам … і грец. chthon — місце, земля), організм, який виник і спочатку  еволюціонував в даному місці (біотопі); рідний цій землі, споконвічний, корінний, місцевий (качконіс, евкаліпт — автохтонний організм  Австралії, дика картопля —  Південної Америки). Автохтонні організми зазвичай складають давнє ядро будь-якої  флори чи  фауни.